# Mariakapel (Udenhout)
De Mariakapel is een kapel aan de Schoorstraat in Udenhout.
De kapel werd gebouwd in 1945, het einde van de Tweede Wereldoorlog. Het is een ontwerp van architect Jos Bedaux en functioneert tevens als oorlogsmonument. Het gebouwtje heeft een toren met zadeldak en is van binnenin beschilderd. In de kapel hangt een plaquette met de namen van de omgekomen Amerikaanse slachtoffers tijdens de vliegtuigcrash en er staat een Mariabeeld van Luc van Hoek. 

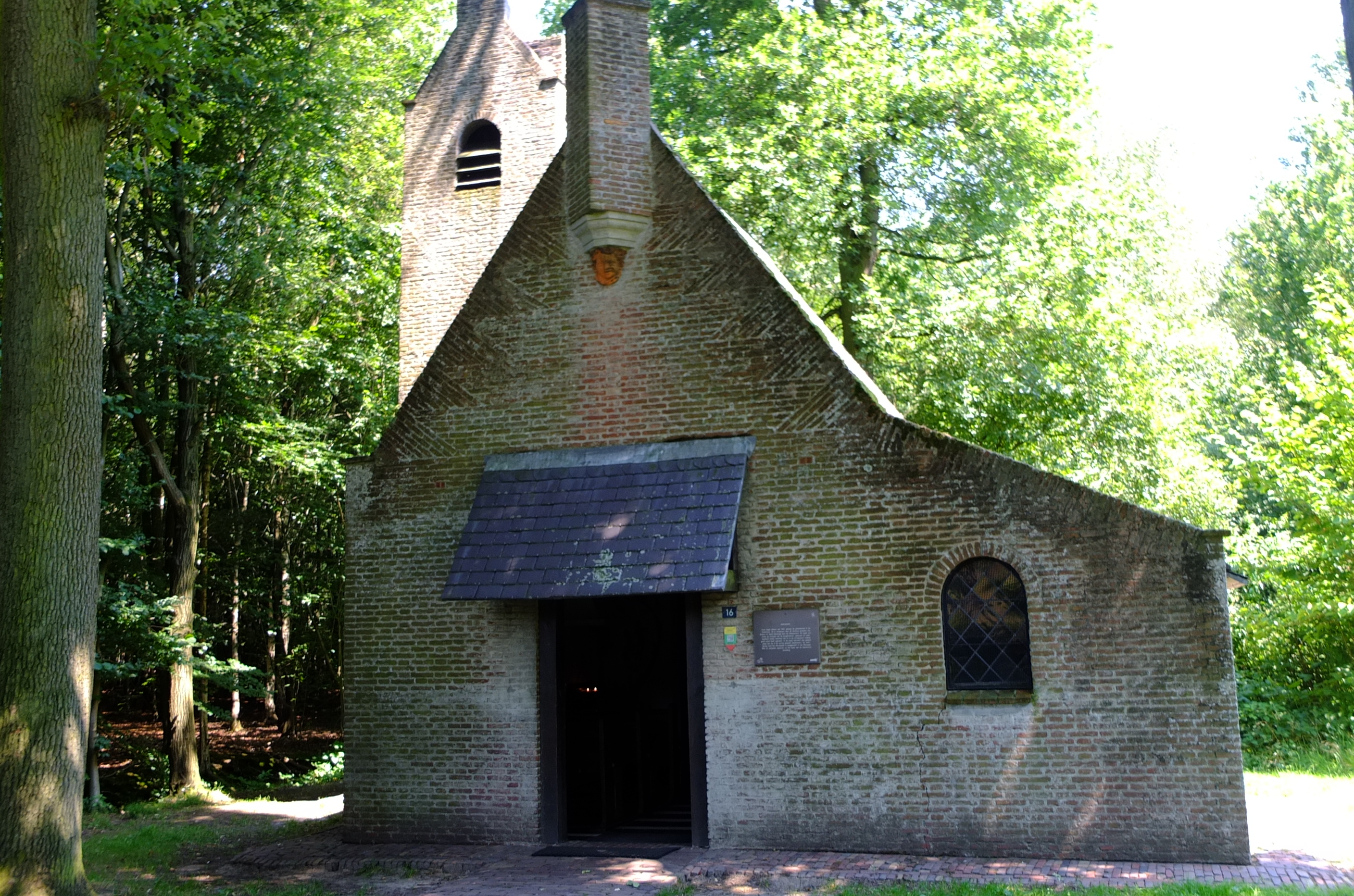
Mariakapel Udenhout